# Agadir
Agadir (Tamazight: ⴰⴳⴰⴷⵉⵔ, Darija: أكادير, ) is een havenstad aan de westkust van Marokko, en een van de grootste badplaatsen van het land. De stad ligt in de prefectuur Agadir-Ida-Ou-Tanane, dat een onderdeel is van de regio Souss-Massa-Daraâ. Agadir had in 2024 een bevolking van ruim 500.000 inwoners.
Een agadir, meervoud: igoudar, "de muur" of "de versterkte compound" is een versterkte gemeenschappelijke graanschuur. In Marokko worden igoudar het meest aangetroffen in de regio's van de Hoge Atlas, het Anti-Atlasgebergte en de Draa-vallei. Sommige daarvan dateren uit de 10e eeuw. Agadir is vernoemd naar deze gemeenschappelijke graanschuren welke door de Imazighen werd gebruikt om kostbare bezittingen veilig op te slaan. Deze ommuurde graanschuren worden beschouwd als de eerste banksystemen ter wereld.
De stad ligt tien kilometer ten noorden van de monding van de Wadi Sous. De stad is in 1505 door de Portugezen bezet en viel in 1541 toe aan de koning van de Sous. In de daaropvolgende eeuwen verwierf Agadir een belangrijke rol als haven van het vruchtbare Sous-gebied in Marokko. Een belangrijk exportproduct van de regio was suiker.
In 1960 werd de oude stad vrijwel geheel verwoest door twee aardbevingen en de daaropvolgende branden en vloedgolven. Hierbij vielen 15.000 doden.

## Bevolking
Agadir staat bekend als de hoofdstad van de Amazigh-cultuur in Marokko. Het is een van de weinige grote Marokkaanse steden waar Tamazight, een van de twee officiële talen van Marokko, door meer dan de helft van de bevolking wordt gesproken. De inheemse variant van de regio, Tachelhit, wordt gesproken door 222.000 sprekers, wat neerkomt op 53,7% van de gehele bevolking. Agadir is ook een plaats voor vele festivals die verband houden met de Amazigh-cultuur, zoals het nieuwe Amazigh-jaar, dat elk jaar op 13 januari door de hele stad wordt gevierd, vooral in de binnenstad. Het Bilmawen Festival is een andere oude Amazigh (Berberse) traditie die gevierd wordt in de buitenwijken van de stad. Daarnaast is het Issni N'Ourgh International festival een festival voor Amazigh-films. Agadir is ook de geboorteplaats van veel van de pijlers van de Shilha- en Amazigh-muziek, zoals Izenzaren, Oudaden en vele anderen.

## Geschiedenis

### Vroege geschiedenis
De oudst bekende kaart met een aanduiding van Agadir dateert uit 1325: op de geschatte locatie van de moderne stad wordt een plaats genoemd die zij Porto Mesegina noemt, naar een naam van een Amazigh stam die al in de 12e eeuw was opgenomen, de Mesguina. (ook bekend als de Ksima). Aan het einde van de middeleeuwse periode was Agadir een stad met enige bekendheid. De eerste bekende vermelding van de naam, Agadir al-harba, werd opgenomen in 1510.
Aan het einde van de 15e eeuw begonnen de Portugezen posities langs de Marokkaanse kust te bezetten. In 1505 bezette de Portugese edelman João Lopes de Sequeira het gebied. Hij bouwde een houten kasteel aan de voet van een heuvel, vlak bij een bron, en er ontstond een Portugese kolonie genaamd Santa Cruz do Cabo do Gué. De site draagt nog steeds de naam Funti of Founti (van het Portugese woord fonte, wat "fontein" betekent). Het kasteel werd later op 25 januari 1513 gekocht door de koning van Portugal. De nederzetting werd bestuurd door een gouverneur. De Portugese invloed was van relatief korte duur, tegen het midden van de 16e eeuw nam de Saadidynastie de controle over Agadir en integreerde het dieper op Marokkaans grondgebied. Na de Sa'di-overwinning werd het terrein jarenlang onbewoond gelaten totdat de opvolger van Muhammad al-Shaykh, Abdallah al-Ghalib (reg. 1557-1574), een nieuw fort (of kasbah) op de heuveltop bouwde. Het heette nu Agadir N'Ighir (letterlijk: "versterkte graanschuur van de heuvel" in Tachelhit.  In deze periode bloeide Agadir op als een belangrijk handelscentrum, vooral in goud, specerijen en suiker, en verbond Marokko met Sub-Sahara Afrika en Europa.
In de 17e eeuw, tijdens het bewind van de Amazigh dynastie van Tazerwalt, was Agadir een haven van enig belang, waardoor de handel met Europa werd uitgebreid. Er was echter noch een echte haven, noch een kade. Agadir handelde voornamelijk in suiker, was, koper, huiden en vellen. In ruil daarvoor verkochten Europeanen daar hun vervaardigde goederen, met name wapens en textiel. Onder het bewind van sultan Moulay Ismail (1645–1727) en zijn opvolgers nam de handel met Frankrijk, dat voorheen een actieve partner was geweest, af en nam de handel met de Engelsen en de Nederlanders toe.

### Crisis van Agadir
Agadir speelde een grote rol bij de Tweede Marokkaanse Crisis in 1911, omdat Duitsland de kanonneerboot Panther naar de haven van Agadir stuurde als reactie op Franse bemoeienissen in de regio. Escalatie van dat conflict werd voorkomen door het sluiten van het Verdrag van Fez.

### Aardbeving van 1960
Op 29 februari 1960, twintig minuten voor middernacht, werd Agadir getroffen door een middelzware aardbeving. Hoewel de aardbeving met een kracht van 5,8 op de schaal van Richter niet heel zwaar was, was de aangerichte schade erg groot. De toenmalige stad werd geheel verwoest en ten minste 15 000 mensen kwamen om het leven.
Door de aardbeving en de als gevolg ervan ontstane branden, was de gehele stad verwoest. Slechts drie gebouwen bleven gespaard: de moskee, een bioscoop en de versterkte kasba boven op de heuvel. Boven de ingang van de kasba prijkt nog steeds een Nederlands opschrift in wit marmer: "Vreest God - ende Eert den Kooning - 1746".
De stad werd iets ten zuiden van de oorspronkelijke locatie herbouwd.

## Economie
Door het klimaat en ligging aan zee is Agadir een populaire vakantiebestemming. Aan de baai ligt een breed zandstrand en staan vele hotels, winkeltjes en horecazaken. Dit deel vormt het toeristencentrum van Agadir, wat een belangrijke inkomstenbron voor de regio is. Daarnaast is de productie van Arganolie heel omvangrijk; de Arganolie is hét paradepaardje van Agadir-Ida-Ou-Tanane als het om de internationale export gaat. Ongeveer 25 km vanaf het stadscentrum ligt de internationale luchthaven Al Massira Airport. Daarnaast zijn er havens (handel, visserij en jachthavens) en een uitgebreid netwerk van verharde wegen met een totale lengte van bijna 1200 km.
De regio heeft ongeveer 2,1 miljoen inwoners en genereert met 27 miljard dirham ongeveer 8% van het bruto nationaal product.
De Kamer van Koophandel van Agadir onderscheidt een aantal regio's rond Agadir:
- Groot Agadir: Agadir-Ida-Ou-Tanane, Inezgane-Aït Melloul
- Chtouka Ait Baha
- Tiznit
- Taroudant

De belangrijkste economische sectoren zijn:

### Toerisme
De directe inkomsten uit het toerisme bedragen ongeveer 2000 M Dh in Groot Agadir, en in de directe omgeving 1220 miljoen Dh. Agadir heeft ruim 100 hotels met 20.000 bedden. In 2003 waren deze goed voor 3 miljoen overnachtingen door 500.000 bezoekers.

### Industrie
Groot Agadir heeft vijf bedrijventerreinen voor de agro- of voedingsmiddelenindustrie en drie algemene terreinen. De sector biedt werk aan ongeveer 15.000 mensen en draagt ongeveer 2300 miljoen Dh bij aan de regionale economie.

### Handel en diensten
Zowel groothandel als detailhandel is een belangrijke inkomstenbron voor Agadir en haar directe omgeving, met een omvang van ongeveer 4000 miljoen Dh in Groot Agadir en nog eens 12640 miljoen Dh in de directe omgeving.

### Visserij
Door de aanwezigheid van de haven vormt de visserij een belangrijke inkomstenbron voor de omgeving. Ongeveer 2% van de totale werkgelegenheid in de regio komt uit de visserij, wat neerkomt op ongeveer 15.000 arbeidsplaatsen. De sector genereert ongeveer 1790 miljoen Dh aan inkomsten. Er zijn 370 schepen geregistreerd voor de kustvaart en 240 trawlers voor visserij op open zee. Daarnaast wordt de haven van Agadir gerekend tot de grootste sardineproducent van de wereld.

### Landbouw en veeteelt
In de gemeente Agadir zelf is weinig landbouw of veeteelt, maar in de directe omgeving is het een belangrijke economische factor die werk biedt aan 150.000 mensen en waar 4710 miljoen Dh in omgaat. In de directe omgeving van Agadir ligt ongeveer 560.700 hectare landbouwgrond waarvan 190.000 geïrrigeerd. De regio produceert 666.000 ton citrusvruchten per jaar.

### Overzicht
| sector    | Groot Agadir | Taroudant | Chtouka Ait Baha | Tiznit |
| --------- | ------------ | --------- | ---------------- | ------ |
| toerisme  | 2000         | 870       | 0                | 350    |
| landbouw  | 0            | 2730      | 1000             | 980    |
| industrie | 2300         | 0         | 0                | 0      |
| handel    | 4000         | 1450      | 500              | 690    |
| visserij  | 1790         | 0         | 0                | 0      |

## Onderwijs
- Institution Agadir School
- The Optimal Education School
- Smart School
- Ayour School
- School Al Fath
- Hamburg Academy
- American Group International
- Institution Alphonse Daudet

## Sport
Agadir heeft vier golfclubs: de Golf de l’Océan, de Golf les Dunes, de Golf du Soleil en de Golf du Palais Royal, waar sinds 2010 internationale toernooien gespeeld worden zoals de King Hassan II Trophy en de Princess Lalla Meryem Cup van de Europese Tour. Verder was de EPD Tour in 2011 op L'Océan met het Auto Hall Open dat door Reinier Saxton werd gewonnen.
Tweevoudig landskampioen Hassania Agadir is de belangrijkste voetbalclub van Agadir. Het speelt haar wedstrijden in het Stade Adrar. In 2013 zijn in dit stadion enkele wedstrijden gespeeld voor het WK voor clubs.

## Geboren
- Houssaine Kili (1955), musicus
- Abdullah El Baoudi (1986-2012), acteur
- Youssef Krou (1989), Frans volleybal- en beachvolleybalspeler